# Tyft
Tyft är en bebyggelse omkring och nordost om Stenkyrka kyrka mitt på Tjörn i Stenkyrka socken i Tjörns kommun. Mellan 2015 och 2020 samt från 2023 avgränsade SCB här en småort.